# الموذنة (كشر)

تعديل مصدري - تعديل

الموذنة هي إحدى قرى عزلة العبيسه+العبادلة بمديرية كشر التابعة لمحافظة حجة، بلغ تعداد سكانها 271 نسمة حسب تعداد اليمن لعام 2004.